# Castelbaldo
Castelbaldo település Olaszországban, Veneto régióban, Padova megyében. Lakosainak száma 1420 fő (2023. január 1.). Castelbaldo Badia Polesine, Masi, Merlara és Terrazzo, Italy községekkel határos.

## Népesség
A település lakossága az elmúlt években az alábbi módon változott:
| Lakosok száma | 1528 | 1512 | 1420 |
|               | 2017 | 2018 | 2023 |